# Mengcheng

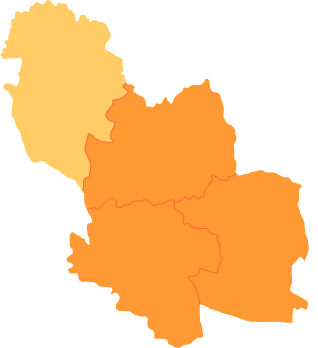
Lage des Kreises Mengcheng im Gebiet der bezirksfreien Stadt Bozhou

Der Kreis Mengcheng (chinesisch 蒙城县, Pinyin Méngchéng Xiàn) ist ein Kreis der bezirksfreien Stadt Bozhou in der chinesischen Provinz Anhui. Er hat eine Fläche von 2.141 Quadratkilometern und zählt 1.154.000 Einwohner (Stand: Ende 2018).
Die neolithische Yuchi-Tempel-Stätte (Yuchisi yizhi 尉迟寺遗址) der Dawenkou-Kultur und die Tausend-Buddha-Pagode von Mengcheng (Mengcheng Wanfota 蒙城万佛塔) stehen auf der Liste der Denkmäler der Volksrepublik China.

## Administrative Gliederung
Auf Gemeindeebene setzt sich der Kreis aus dreizehn Großgemeinden und zwei Gemeinden zusammen. 